# 地底探险
《地底探险》是一款由Use在1985年发行的动作游戏。本游戏于1986年12月6日在日本地区紅白機发行。
玩家在土壤表面下进行挖掘。玩家需要找到四扇门之后的钥匙，并且找到门来过关。整个游戏共有15关，完成之后可以重复进行原来关卡。
游戏中岩浆会从竖直方向喷出并且会使人物失去一条生命。

## 参考资料

游戏的最后一关